# Albin Shuttle
Albin Shuttle är en fritidsbåt, konstruerad av Ocke Mannerfelt och byggd på 1990-talet av Albin Boats.

## Tekniska data
- Längd 6,98m
- Bredd 2,60m
- Höjd 1,65m
- Vikt 1300kg (inkl 150hk utombordare)
- Motortyp: utombordare
- Konstruktör: Ocke Mannerfelt